# Bossell (nàutica)
En nàutica, un bossell o bocell és un dispositiu que consisteix en una o diverses politges col·locades amb llurs eixos paral·lels dins l'ull d'un bloc de ferro o fusta, eventualment proveït d'un ganxo, emprat per a canviar la direcció del moviment d'un cap, d'una cadena, etc., i, en els vaixells, per a formar un aparell. És compon d'una caixa ovalada de fusta amb espais per tal que passi la corda que volta la politja. Els bocells de dues politges s'anomenen bocells dobles, mentre que els de tres i quatre politges s'anomenen ternals i quadernals, respectivament.

## Galeria
|  |  |  |

## Altres termes tradicionals i el seu ús
Sinònims de bossell són politja i corriola. Un altre sinònim és “talla” i el seu diminutiu “tallola”. Les “talles” estàn documentades en inventaris relacionats amb vaixells i drassanes de l'època medieval i més recents. També en la descripció o esment de grúes antigues o operacions d'elevació de pesos importants. Sovint són anomenats alguns dels materials que conformen cada peça inventariada.

## Formes constructives
Una politja tradicional es basa en una roda acanalada que pot girar sobre un eix. Els extrems de l'eix reposen sobre una estructura que forma un conjunt unitari amb la peça de suport i ancoratge de la politja. La roda pot girar sense protecció o disposar de galtes de protecció i guiatge de la corda (una falta a cada costat).
La peça d’ancoratge pot ser un ganxo obert, una manila, un mosquetó, una anella, etc... Aquesta peça pot ser fixa o amb capacitat de girar respecte de la politja.
Hi ha politges modernes sense eix en les quals la roda o rotllana gira sobre una pista amb un rodolament integrat.

### Politges amb roda lliure
En vela lleugera són freqüents les politges amb un sistema de roda lliure, fix o des-connectable. La força a l’hora d’estirar és la mateixa que amb una politja normal. Però la força de retenció és menor. Així és possible retenir o anar afluixant una càrrega amb un esforç reduït.

## Dades numèriques
- Un navili de guerra de 74 canons dels segles XVII-XVIII necessitava 1400 politges de diverses menes per a funcionar. En altres vaixells més petits la xifra era semblant.[9]

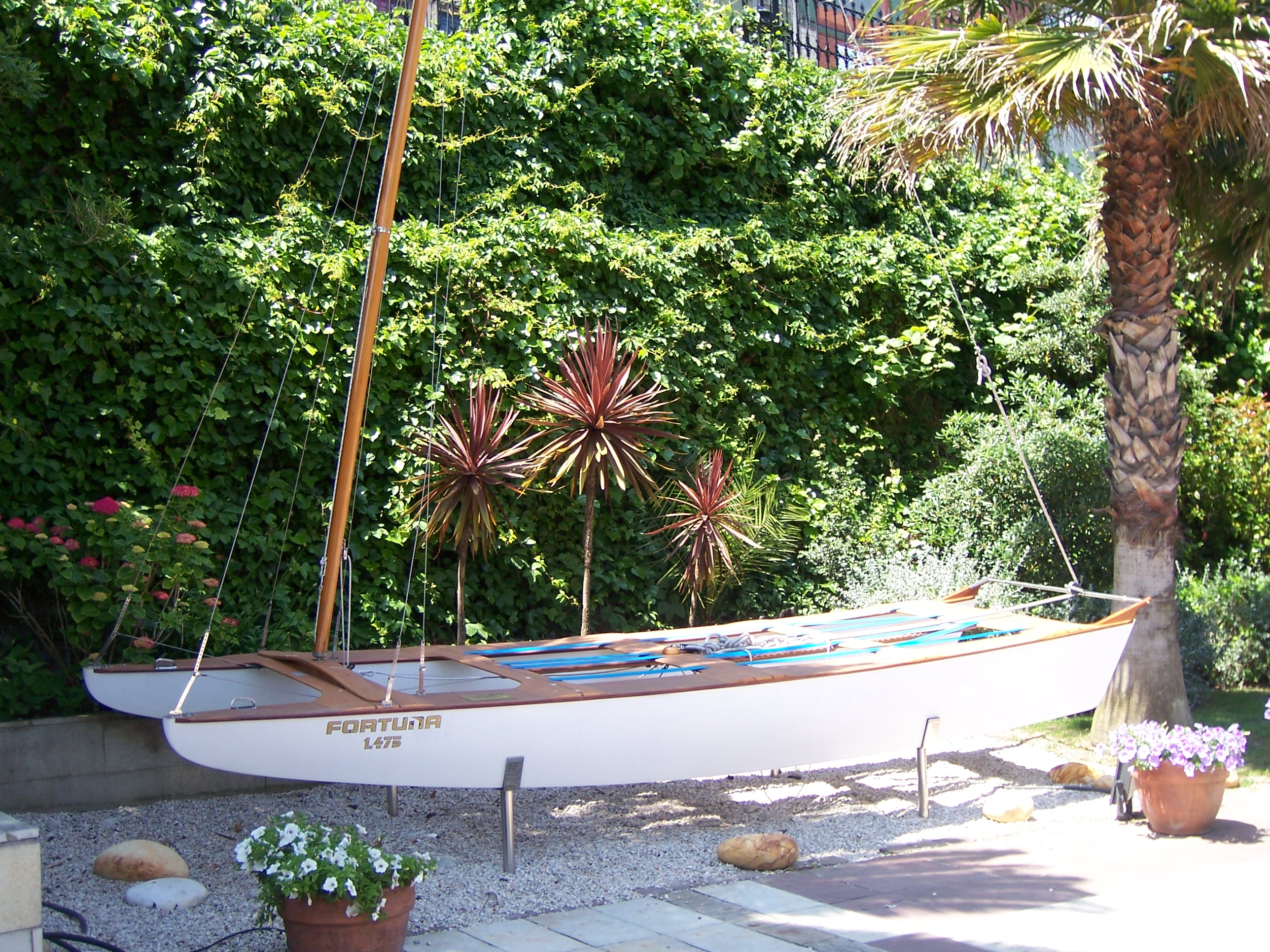
Patí de vela de 1978. Ampliant la imatge es poden observar algunes politges.

- Un Patí de vela del segle actual disposa, aproximadament, de les politges següents:
  - 2 estais x 2 politges.....4; més 1 quadernal; total....8
  - 2 burdes x 2 politges... 4; més 1 quadernal; total....8
  - 1 drissa..................1 o 2 politges
  - 1 ralinga.................1 politja + 1 quadernal...total...5
  - 1 cua d’ànec............. 1 politja + 1 quadernal...total...5
  - 1 sistema flector........ 1 politja + 1 quadernal...total...5
  - 2 escota senzilla.........3 politges
    - Suma total = 8 + 8 + 2 + 5 + 5 + 5 + 3 = 36 politges

L'exemple anterior és representatiu dels velers lleugers i mostra la gran importància de les politges en la navegació de vela.